# Flughafen Weeze
Airport Weeze (IATA: NRN, ICAO: EDLV), in het verleden Flughafen Niederrhein, is een vliegveld in de Duitse plaats Weeze (nabij Goch), net over de grens bij het Noord-Limburgse Bergen.
Er vliegen voornamelijk budgetmaatschappijen. Jarenlang liepen er procedures over de exploitatievergunning, zie hieronder. Op een deel van het vliegveld worden jaarlijks dancefestivals gehouden zoals ImpaQt (voorheen Q-Base) en Parookaville.

## Geschiedenis
Vanaf 1954 was het een Brits militair vliegveld, bekend onder de naam RAF Laarbruch. Vanaf 1993 werd het Britse RAF-personeel langzamerhand van het vliegveld weggehaald en in 1999 vertrok de Britse luchtmacht definitief. In 2001 werd het vliegveld inclusief omliggende grond gekocht door een groep Nederlandse investeerders. In 2002 werd het vliegveld klaar gemaakt voor de burgerluchtvaart door de bouw van een terminal en het herinrichten van de verkeerstoren. In mei 2003 werd het vliegveld onder de naam Flughafen Niederrhein opnieuw in gebruik genomen.
Op 30 november 2004 werd de naam Airport Weeze aangenomen om het vliegveld beter op de kaart te zetten. Op 17 juni 2005 bepaalde het Oberlandesgericht Keulen dat de naam Airport Düsseldorf-Weeze niet mocht: dit zou misleidend zijn omdat het vliegveld tachtig kilometer van de stad ligt, al ligt het in het Regierungsbezirk Düsseldorf. Ryanair mag wel de aanduiding Düsseldorf (Weeze) gebruiken.
Van 14 tot 27 mei 2007 was het vliegveld gesloten voor renovatie van een deel van de startbaan en om ILS te installeren. De luchthaven was De vluchten vanaf het vliegveld werden verplaatst naar andere omliggende vliegvelden.
Mede dankzij de Nederlandse vliegtaks in juli 2008, verwerkte het vliegveld in dat jaar 1,5 miljoen passagiers, drie keer zo veel als normaal; opmerkelijk hierbij is dat er meer Nederlanders (52%) dan Duitsers van de luchthaven gebruikmaakten. In 2009 verwerkte het vliegveld 2.403.119 passagiers.
Eind 2011 plaatste een Chinese investeerder 60.000 zonnepanelen aan de noordoostzijde van de landingsbaan, goed voor een totaal vermogen van 14 megawatt.
In 2022 waren er iets meer dan een miljoen passagiers, waarvan 40% uit Nederland.

## Vergunning
Het vliegveld had problemen met de vergunning. In januari 2006 vernietigde de Oberverwaltungsgericht in Münster de vergunning. De klagers, vooral omwonenden, kregen gelijk. Zij vonden dat er bij het geven van de vergunning te weinig rekening was gehouden met de omgeving. Het vliegveld bleef open omdat verdere juridische procedures nog niet waren afgehandeld. De rechtbank in Leipzig besloot in februari 2007 dat Weeze beroep mag aantekenen. Op 16 oktober 2008 besloot de rechtbank in Leipzig dat het vliegveld voorlopig mag openblijven, zolang de juridische procedures lopen. Ook besloot de rechtbank in Leipzig dat de rechtbank in Münster opnieuw moet bestuderen of de vergunning terecht is verstrekt.
De rechtbank van Münster heeft op 22 april 2009 besloten dat de openingstijden van het vliegveld beperkt moesten worden: 's ochtends een half uur later open en 's avonds een uur eerder dicht. Vanwege deze beperking dreigde Ryanair het vliegveld te verlaten. Ryanair zou van de luchthaven vertrekken, wanneer deze beperking niet voor 2 mei 2009 zou worden teruggedraaid.
Op 1 mei 2009 gaf de Duitse districtsoverheid van Düsseldorf een nieuwe vergunning af. Daarmee kon Ryanair (met een basis op airport Weeze sinds juni 2007) vertrekken van 6 tot 23 uur. Landen kon nog een half uur later. Met een uitloop van maximaal een half uur bij vertragingen kon de landingsbaan tot middernacht open zijn. Ryanair, dat met vertrek gedreigd had, bleef toen, waarmee meer dan duizend banen behouden bleven. Daarnaast bereikte Airport Weeze met de Duitse tegenstanders (omwonenden) een financieel akkoord bereikt over de geluidshinder.

## Bestemmingen
| Maatschappij | Land                  | Luchthavens | Van | Tot   |
| ------------ | --------------------- | --- | --- | ----- |
| Ryanair      | Albanië               | Tirana |     | heden |
| Ryanair      | Bosnië en Herzegovina | Sarajevo |     | heden |
| Ryanair      | Cyprus                | Paphos |     | heden |
| Ryanair      | Frankrijk             | Béziers |     | heden |
| Ryanair      | Griekenland           | Korfoe · Kos · Kreta-Chania · Rhodos · Thessaloniki                                                                                               |     | heden |
| Ryanair      | Italië                | Ancona · Bari · Cagliari · Crotone · Milaan-Bergamo · Pescara · Trapani                                                                           |     | heden |
| Ryanair      | Kroatië               | Dubrovnik · Pula · Zadar · Zagreb |     | heden |
| Ryanair      | Marokko               | Agadir · Essaouira · Fez · Marrakesh · Nador · Oujda · Rabat · Tanger                                                                             |     | heden |
| Ryanair      | Polen                 | Olsztyn (Mazurië) |     | heden |
| Ryanair      | Portugal              | Faro · Porto |     | heden |
| Ryanair      | Spanje                | Alicante · Asturië · Girona · Barcelona-Reus · Castelló · Fuerteventura · Ibiza · Lanzarote · Málaga · Palma (Mallorca) · Sevilla · Tenerife-Zuid |     | heden |
| Ryanair      | Verenigd Koninkrijk   | Edinburgh |     | heden |
| Sky Express  | Griekenland           | Chania (Kreta) · Iraklion (Kreta) · Rhodos · Zakynthos                                                                                            |     | heden |

Vluchten naar Palma de Mallorca, Zagreb en Zadar worden uitgevoerd door Ryanair-dochterbedrijf Lauda Europe en alle vluchten naar Dubrovnik door het dochterbedrijf Buzz.

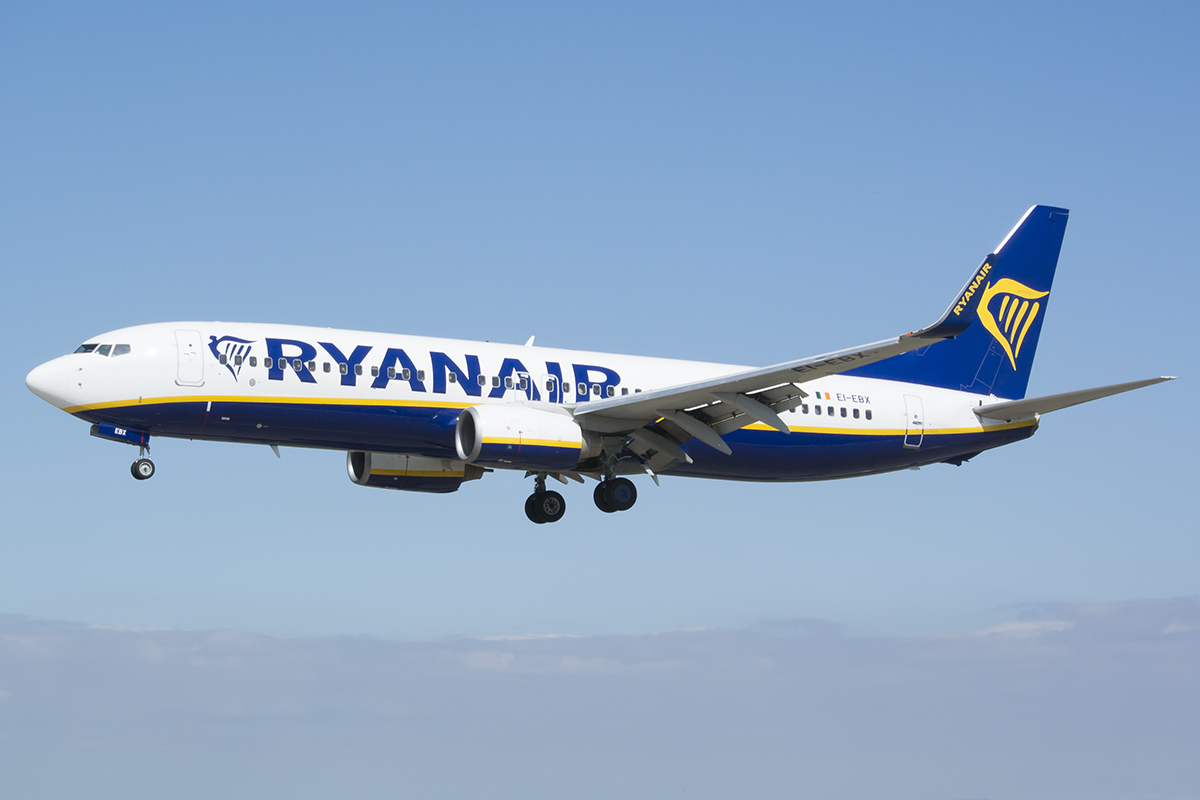
Boeing 737-800 van Ryanair

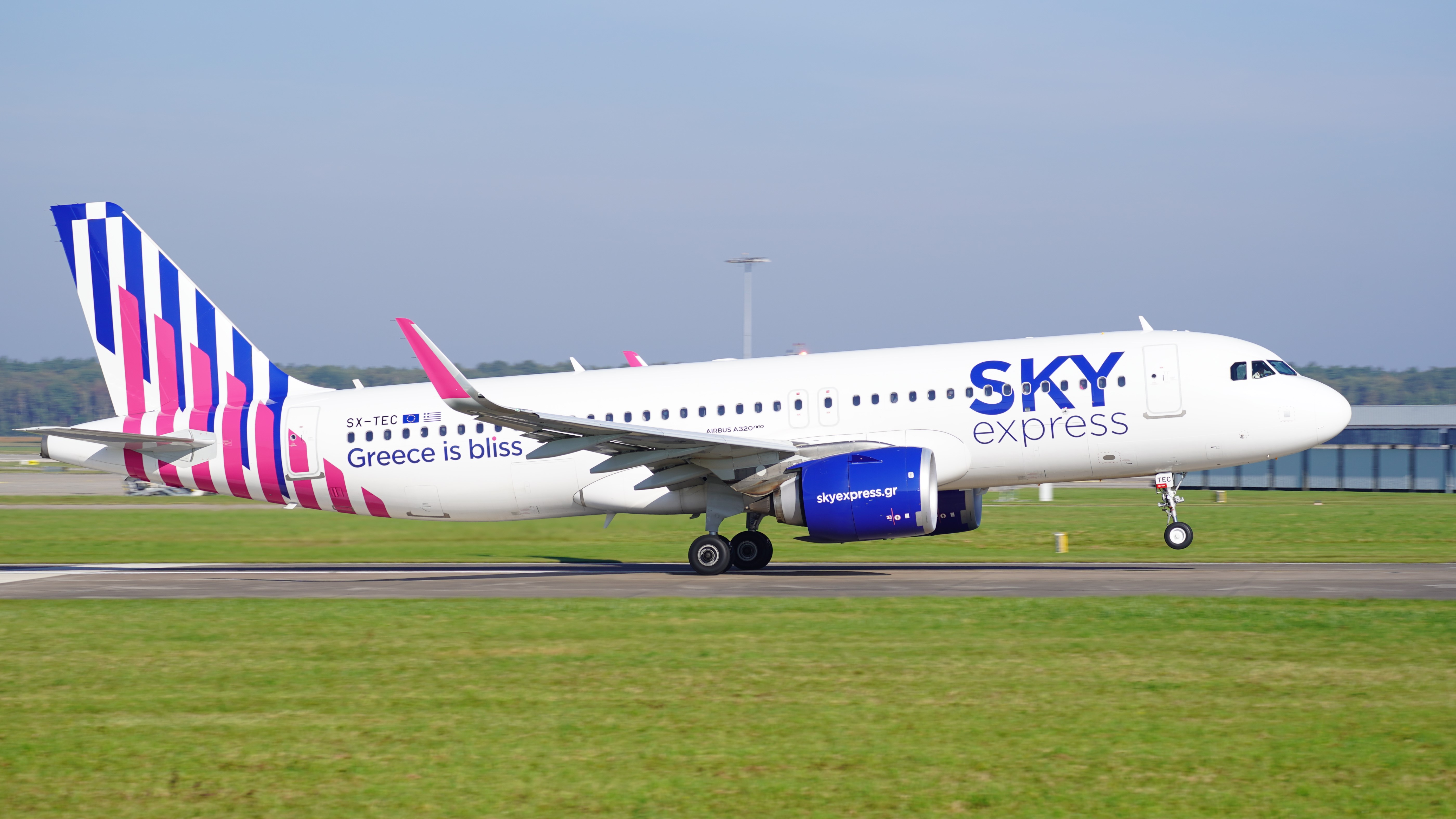
Airbus 320Neo van Sky Express

Vluchten met Sky Express zijn niet te boeken via de eigen website maar worden alleen als pakketreis verkocht via Sunweb.